# Ґожень (Мазовецьке воєводство)
Ґожень (пол. Gorzeń) — село в Польщі, у гміні Щутово Серпецького повіту Мазовецького воєводства.
Населення — 58 осіб (2011).

## Демографія
Демографічна структура станом на 31 березня 2011 року:
|          | Загалом | Допрацездатний вік | Працездатний вік | Постпрацездатний вік |
| -------- | ------- | ------------------ | ---------------- | -------------------- |
| Чоловіки | 32      | 4                  | 20               | 8                    |
| Жінки    | 26      | 7                  | 13               | 6                    |
| Разом    | 58      | 11                 | 33               | 14                   |